# Pierre-Claude Nivelle de La Chaussée
Pour les articles homonymes, voir La Chaussée.
Pierre-Claude Nivelle de La Chaussée, né le 14 février 1692 à Paris, où il est mort le 14 mars 1754, fils d'un marchand mercier, Charles Claude Nivelle de La Chaussée, orphelin de père très jeune, est un auteur dramatique français. Connu comme créateur de la comédie larmoyante, genre théâtral auquel il est injustement réduit, il est l'auteur d'une œuvre riche et diversifiée.

## Biographie
La Chaussée a près de quarante ans lorsqu’il débute dans les lettres par un petit poème, une Épître de Clio, publiée à Paris en 1731, et dans laquelle il prend le parti de La Faye dans la controverse opposant ce dernier à Houdar de La Motte, qui soutenait que les vers n’étaient pas indispensables à la tragédie.
Deux ans plus tard, il fait jouer sa première pièce, La Fausse Antipathie, en trois actes et en vers, représentée le 12 octobre 1733. Cette œuvre annonce le drame bourgeois, tout en conservant les règles canoniques de la comédie classique. C’est le premier essai d’un genre nouveau, qu’on appellera la comédie larmoyante ou comédie mixte, et qui n’est autre chose que le drame, mais bien modeste encore, respectant scrupuleusement les règles classiques des trois unités et la forme du vers.
Le public prend simplement La Fausse Antipathie pour une comédie dépourvue de comique et La Chaussée lui-même n’avait peut-être fait qu’entrevoir le genre qu’il allait développer avec succès, surtout dans les cinq pièces suivantes, toutes en cinq actes et en vers, données comme des comédies sans comique, où le but était d’intéresser par le spectacle des infortunes domestiques.
- Le Préjugé à la mode (3 février 1735) tourne en ridicule l’idée reçue selon laquelle un homme de naissance ne peut manifester de l’amour pour sa femme.
- Dans L'École des amis (26 février 1737), le personnage principal, affligé de malheurs imaginaires, est placé entre trois amis dont un seul mérite ce nom.
- Mélanide (12 mai 1741) constitue le modèle de la comédie larmoyante. L'héroïne est séparée de l'époux de son choix par un arrêt du Parlement. Elle le retrouve longtemps après sur le point d’épouser la fille d’un ami, dont il dispute la main à son propre fils. Geoffroy l'appelait « Mélanide la dolente », parce qu’elle était constamment en larmes.
- L'École des mères (24 avril 1744) met en relief le danger de la prédilection aveugle des parents pour l'un de leurs enfants. Cette pièce avait la préférence de La Harpe « parce qu’elle réunit à l'intérêt du drame des caractères, des mœurs et des situations de comédie ».
- La Gouvernante (18 janvier 1747), enfin, prend pour base un fait réel arrivé à M. de La Faluère, premier président du parlement de Bretagne. Trompé par un secrétaire qui avait soustrait une pièce décisive, il fit rendre un arrêt injuste et ruina la personne qui perdait son procès. Instruit de son erreur, le magistrat remboursa sur sa propre fortune la somme perdue. Dans la pièce, le président, après avoir cherché la victime de son erreur, la retrouve dans une femme de qualité qui a changé de nom et qui est employée chez lui comme gouvernante.

Tirant ses principaux effets de la triste situation de personnages qui ne sont pas au-dessus de l'ordre commun, La Chaussée leur prête dans tous les moments où l'action n'est pas très vive, un entretien sérieux dont la langueur va facilement à l’insipidité. Comme il a en vue l'instruction morale plus directement que dans la comédie véritable, les préceptes et les sentences sont multipliées au point que quelques scènes ne sont que des traités de morale dialogués. Avec ses tendances et ses défauts, La Chaussée fait alors face aux attaques des envieux, des amis du sel comique et de ceux qui voient dans ses œuvres une sorte de profanation à la fois contre la comédie et contre la tragédie.
Ainsi, Collé donne à l’auteur de Mélanide le surnom de « Cotin dramatique », et Piron plaisante les « homélies du révérend père La Chaussée », composant à son sujet plusieurs épigrammes qui resteront fameuses, dont celle-ci :
« Connaissez-vous, sur l'Hélicon,

L'une et l'autre Thalie ?

L'une est chaussée et l'autre non,

Mais c'est la plus jolie.

L'une a le rire de Vénus,

L'autre est froide et pincée :

Salut à la belle aux pieds nus,

Nargue de la chaussée. »
— Alexis Piron, Épigrammes
Le « révérend père La Chaussée » ne va cependant pas jusqu’à appliquer les stricts principes moraux qu'il met en scène dans ses pièces à sa vie privée : il fréquente des cercles libertins et compose également des ouvrages grivois. Rancunier, comme souvent les cœurs sensibles, La Chaussée s’est constamment opposé à l’admission de Piron à l’Académie française où il a été reçu 1736. En reprochant des poésies obscènes à l’auteur de la Métromanie, l’auteur de Mélanide se souvenait de l’épigramme des deux Thalies. Dès lors Piron n’appelera plus La Chaussée que « le Vieux de la Rancune ». Également opposé à l’élection de Bougainville, en mourant il disait : « Il serait plaisant que ma place lui fût donnée ! », ce qui est arrivé. Bougainville a fait un éloge éclatant de son prédécesseur. La Chaussée est mort d’une fluxion de poitrine, attrapée en travaillant dans son jardin.

## Postérité littéraire
La Chaussée a pavé la voie, avec sa comédie larmoyante qui ne visait plus le comique mais les larmes, au drame bourgeois. Brisant la séparation rigoureuse alors en vigueur entre la tragédie et la comédie, cette innovation s’inscrivait dans le fil des pièces de Marivaux et allait conduire tout naturellement au drame bourgeois de Diderot et de Sedaine.
Cette innovation conquit le public mais suscita de vives oppositions dans le monde des lettres. Voltaire, qui ne négligea pourtant pas le genre de la comédie larmoyante avec L'Enfant prodigue, affirma qu'il démontrait l'incapacité de l'auteur à produire soit des comédies, soit des tragédies, et écrira :
« Souvent je bâille au tragique bourgeois,

Aux vains efforts d’un auteur amphibie,

Qui défigure et qui brave à la fois,

Dans son jargon, Melpomène et Thalie. »
— Voltaire, Le Pauvre Diable
Au-delà de leur intérêt dans l’histoire de la littérature ou l’étude des mœurs, les mœurs ont tellement changé que le public ne se reconnait plus ces peintures, qui étaient bien de leur temps. Ainsi s’explique l’insuccès des reprises des pièces de La Chaussée, qui sont désormais difficiles à lire et le seraient plus encore à représenter. Les personnages y sont très nombreux et insuffisamment caractérisés. La morale y est omniprésente et s'épanche en longues et ennuyeuses tirades. Le style, facile, parfois bien trouvé, est le plus souvent relâché et négligé.

## Œuvres
Sablier a publié les Œuvres de Monsieur Nivelle de La Chaussée (Paris, Prault, 1762, 5 vol. in-12). Ont également été publiées des Œuvres choisies (Paris, 1813, 2 vol. in-18 ; 1825, in-18).
- Épître de Clio à M. de B*** au sujet des opinions répandues depuis peu contre la poésie, 1731
- La Fausse Antipathie, comédie en 3 actes, en vers, 12 octobre 1733
- Le Préjugé à la mode, comédie en 5 actes, en vers, 3 février 1735
- L'École des amis, comédie en 5 actes, en vers, 26 février 1737
- Maximien, tragédie, Paris, Comédie-Française, 28 février 1738
- Mélanide, comédie en 5 actes, en vers, Paris, Comédie-Française, 12 mai 1741
- Amour pour amour, comédie en 3 actes, en vers, avec un prologue, Paris, Comédie-Française,  janvier 1742
- Paméla, comédie en 5 actes, 1743
- L'École des mères, comédie en 5 actes, en vers, 27 avril 1744
- Le Rival de lui-même, comédie nouvelle en 1 acte, en vers, précédée d’un prologue, avec des divertissements, Paris, Comédie-Française, 20 avril 1746
- La Gouvernante, Paris, Comédie-Française, 18 janvier 1747
- L'Amour castillan, comédie en 3 actes, en vers, avec un divertissement, Paris, Théâtre-Italien, 11 avril 1747
- L'École de la jeunesse, comédie en 5 actes, 1749
- Élise ou la Rancune officieuse, comédie en un acte, 1750
- Le Retour imprévu, comédie en 3 actes, Paris, Théâtre-Italien, 1756
- Le Vieillard amoureux, comédie en 3 actes, non représentée, du moins par un théâtre de Paris
- L'Homme de fortune, comédie en 5 actes, non représentée
- Les Tyrinthiens, comédie en 3 actes, non représentée
- La Princesse de Sidon, tragi-comédie en 3 actes, non représentée
- Le Rapatriage, comi-parade en 1 acte, œuvre grivoise
- Contes en vers, œuvre grivoise

## Éditions
- Pierre-Claude Nivelle de La Chaussée, Théâtre. Tome II ; édition critique, par Catherine François-Giappiconi, Paris : Classiques Garnier, 2019.
- Pierre-Claude Nivelle de La Chaussée, Comédies larmoyantes ; édition critique, par Maria Grazia Porcelli, Paris : Classiques Garnier, 2014.